# Ritmo Perfeito (canção)
"Ritmo Perfeito" é uma canção gravada pela artista musical Anitta, gravada para seu segundo álbum de estúdio com mesmo nome (2014). A faixa foi lançada como terceiro single do álbum em 10 de dezembro de 2014.

## Vídeo musical
O clipe foi lançado no canal oficial da cantora no YouTube no dia 10 de dezembro de 2014. A produção foi de Daniel Mendes e Roberta Jubran.
No enredo do clipe, a cantora pega ônibus, protagoniza cenas quentes com seu par e aparece só de lingerie em algumas cenas. O clipe, que foi roteirizado pela própria cantora, ainda conta com uma mini participação de MC Guimê e promete uma continuação.

## Apresentações ao vivo
No dia 6 de dezembro de 2014 a cantora apresentou a canção no programa televisivo Altas Horas da Rede Globo. Em 15 de janeiro de 2015, Anitta participou do programa Mais Você, e encerrou o programa se apresentando com a canção. Anitta apresentou a canção no programa Encontro com Fátima Bernardes no dia 3 de fevereiro de 2015.

## Formatos e faixas
- CD single[2]

1. "Ritmo Perfeito" - 2:57
2. "Ritmo Perfeito" (Ao Vivo) - 3:05